# Wiltrud Urselmann
Wiltrud Urselmann (* 12. Mai 1942 in Krefeld), verwitwete Wildtrud Haverkamp ist eine ehemalige deutsche Schwimmerin.

## Werdegang
Ihren ersten großen internationalen Erfolg feierte sie bei den Europameisterschaften 1958 in Budapest, als sie über 200 Meter Brust die Bronzemedaille gewann.
Bei den Olympischen Spielen 1960 in Rom gewann sie als Teil der gesamtdeutschen Olympiamannschaft über 200 Meter Brust hinter Anita Lonsbrough die Silbermedaille. Vom 6. Juni bis zum 27. August 1960 hielt Urselmann den Weltrekord über 200 Meter Brust in 02:50,2 Minuten. Sie stellte in ihrer Karriere 50 deutsche Schwimmrekorde auf.
Im Jahr 1957 wurde sie zu Deutschlands Sportlerin des Jahres gewählt. Außerdem erhielt sie am 9. Dezember 1960 das Silberne Lorbeerblatt.
Wiltrud Urselmann war mehr als 50 Jahre lang mit dem ehemaligen 197-fachen deutschen Wasserballnationalspieler Hermann Haverkamp verheiratet. Ihre gemeinsame Tochter Wibke wurde 1994, trainiert von ihrem Vater, deutsche Wasserball-Meisterin mit dem SV Bayer Uerdingen 08.